# جيمس توماس (كرة سلة)
جيمس توماس (بالإنجليزية: James Thomas)‏ مواليد 22 نوفمبر 1980 في سكنيكتادي، هو لاعب كرة سلة أمريكي معتزل. بدأ مسيرته الاحترافية في سنة 2004. يبلغ طوله 6 قدم 8 بوصة (2.0 م). اعتزل اللعب في 2015.

## المسيرة الاحترافية
لعب مع بورتلاند ترايل بلايزرز في سنة 2005، ثم لعب مع أتلانتا هوكس في سنة 2005، ثم لعب مع فيلادلفيا سفنتي سيكسرز في سنة 2005، ثم لعب مع شيكاغو بولز في سنة 2006، ثم لعب مع فورتيتودو بولونيا في الدوري الإيطالي من سنة 2006 إلى 2008، ثم لعب مع تيرامو باسكت في موسم 2009–2010، ثم لعب مع سكافاتي باسكت في موسم 2011–2012.

## روابط خارجية
- جيمس توماس على موقع إن بي أي (الإنجليزية)
- جيمس توماس على موقع سبورتس رفرنس (الإنجليزية)
- جيمس توماس على موقع كرة السلة الأوروبية.كوم (الإنجليزية)
- جيمس توماس على موقع كلية كرة السلة في سبورتس رفرنس.كوم (الإنجليزية)
- جيمس توماس على موقع ريلجم (الإنجليزية)
- جيمس توماس على موقع بروبوليرز (الإنجليزية)
- جيمس توماس على موقع سبورتس رفرنس (الإنجليزية)
- جيمس توماس على موقع سبورتس رفرنس (الإنجليزية)